# Sorbiers, Loire
Sorbiers là một xã trong tỉnh Loire miền trung nước Pháp.